# Perry, Kansas
Perry är en ort i Jefferson County i Kansas. Vid 2010 års folkräkning hade Perry 929 invånare.